# Tékes
Tékes es un pueblo ubicado en el distrito de Hegyhát, en el condado de Baranya, Hungría.

## Superficie
Posee una superficie de 12,56 kilómetros cuadrados.

## Demografía
Hasta 2019 la población era de 218 habitantes, con una densidad de población de 17,36 habitantes por kilómetro cuadrado.